# Gran Premio di superbike di Le Mans 1990
Il Gran Premio di Superbike di Le Mans 1990, nona prova su tredici del Campionato mondiale Superbike 1990, è stato disputato il 9 settembre sul Circuito Bugatti e ha visto la vittoria di Raymond Roche in gara 1, lo stesso pilota si è ripetuto anche in gara.

## Risultati

### Gara 1

#### Arrivati al traguardo[3]
| Pos. | Nº | Pilota               | Motocicletta | Tempo     | Griglia | Punti |
| ---- | -- | -------------------- | ------------ | --------- | ------- | ----- |
| 1º   | 3  | Raymond Roche        | Ducati       | 37:37.980 | 2º      | 20    |
| 2º   | 34 | Jamie James          | Ducati       | +0:00.570 | 4º      | 17    |
| 3º   | 2  | Stéphane Mertens     | Honda        | +0:01.280 | 5º      | 15    |
| 4º   | 8  | Baldassarre Monti    | Honda        | +0:04.670 | 1º      | 13    |
| 5º   | 11 | Robert Phillis       | Kawasaki     | +0:19.490 | 10º     | 11    |
| 6º   | 19 | Robert McElnea       | Yamaha       | +0:25.340 | 3º      | 10    |
| 7º   | 51 | Christian Lavieille  | Yamaha       | +0:29.740 | 16º     | 9     |
| 8º   | 48 | Jean-Michel Mattioli | Honda        | +0:30.010 | 11º     | 8     |
| 9º   | 49 | Stefano Caracchi     | Ducati       | +0:49.180 | 19º     | 7     |
| 10º  | 9  | Jari Suhonen         | Yamaha       | +0:52.240 | 13º     | 6     |
| 11º  | 5  | Anders Andersson     | Yamaha       | +0:52.560 | 20º     | 5     |
| 12º  | 45 | Edwin Weibel         | Honda        | +0:57.480 | 14º     | 4     |
| 13º  | 72 | Jeffry de Vries      | Yamaha       | +1:00.030 | 23º     | 3     |
| 14º  | 25 | Andreas Hofmann      | Honda        | +1:16.490 | 18º     | 2     |
| 15º  | 54 | Maurice Coq          | Yamaha       | +1:22.480 | 26º     | 1     |
| 16º  | 60 | Aldeo Presciutti     | Yamaha       | +1:25.060 | 25º     |       |
| 17º  | 94 | Jean-Marc Delétang   | Suzuki       | +1:26.590 | 34º     |       |
| 18º  | 89 | Emmanuel Lentaigne   | Kawasaki     | +1:33.500 | 32º     |       |
| 19º  | 30 | Wolfgang Möckel      | Honda        | +1:42.170 | 33º     |       |
| 20º  | 66 | René Delaby          | Honda        | +1:55.510 | 24º     |       |
| 21º  | 22 | Roger Burnett        | Suzuki       | +1 giro   | 31º     |       |
| 22º  | 78 | Peter Granath        | Honda        | +1 giro   | 36º     |       |

#### Ritirati
| Nº | Pilota            | Motocicletta | Giri     | Griglia |
| -- | ----------------- | ------------ | -------- | ------- |
| 55 | Gerard Vallée     | Honda        | +7 giri  | 35º     |
| 58 | Brian Morrison    | Honda        | +11 giri | 15º     |
| 52 | Bruno Bonhuil     | Honda        | +11 giri | 22º     |
| 29 | Michael Rudroff   | Bimota       | +12 giri | 28º     |
| 44 | Carl Fogarty      | Honda        | +14 giri | 12º     |
| 4  | Fabrizio Pirovano | Yamaha       | +14 giri | 7º      |
| 93 | Christophe Mouzin | Kawasaki     | +14 giri | 29º     |
| 15 | Alex Vieira       | Honda        | +15 giri | 6º      |
| 7  | Terry Rymer       | Yamaha       | +17 giri | 9º      |
| 56 | Peter Rubatto     | Bimota       | +19 giri | 27º     |

### Gara 2

#### Arrivati al traguardo[4]
| Pos. | Nº | Pilota               | Motocicletta | Tempo     | Griglia | Punti |
| ---- | -- | -------------------- | ------------ | --------- | ------- | ----- |
| 1º   | 3  | Raymond Roche        | Ducati       | 37:38.950 | 2º      | 20    |
| 2º   | 4  | Fabrizio Pirovano    | Yamaha       | +0:03.300 | 7º      | 17    |
| 3º   | 2  | Stéphane Mertens     | Honda        | +0:04.770 | 5º      | 15    |
| 4º   | 8  | Baldassarre Monti    | Honda        | +0:06.430 | 1º      | 13    |
| 5º   | 19 | Robert McElnea       | Yamaha       | +0:10.100 | 3º      | 11    |
| 6º   | 11 | Robert Phillis       | Kawasaki     | +0:17.710 | 10º     | 10    |
| 7º   | 50 | Jean-Yves Mounier    | Yamaha       | +0:26.080 | 8º      | 9     |
| 8º   | 44 | Carl Fogarty         | Honda        | +0:29.970 | 12º     | 8     |
| 9º   | 45 | Edwin Weibel         | Honda        | +0:33.880 | 14º     | 7     |
| 10º  | 49 | Stefano Caracchi     | Ducati       | +0:34.410 | 19º     | 6     |
| 11º  | 25 | Andreas Hofmann      | Honda        | +0:34.970 | 18º     | 5     |
| 12º  | 48 | Jean-Michel Mattioli | Honda        | +0:35.440 | 11º     | 4     |
| 13º  | 15 | Alex Vieira          | Honda        | +0:36.930 | 6º      | 3     |
| 14º  | 9  | Jari Suhonen         | Yamaha       | +0:48.040 | 13º     | 2     |
| 15º  | 58 | Brian Morrison       | Honda        | +0:48.470 | 15º     | 1     |
| 16º  | 54 | Maurice Coq          | Yamaha       | +1:20.010 | 26º     |       |
| 17º  | 72 | Jeffry de Vries      | Yamaha       | +1:20.280 | 23º     |       |
| 18º  | 93 | Christophe Mouzin    | Kawasaki     | +1:27.440 | 29º     |       |
| 19º  | 52 | Bruno Bonhuil        | Honda        | +1:27.730 | 22º     |       |
| 20º  | 89 | Emmanuel Lentaigne   | Kawasaki     | +1:39.300 | 32º     |       |
| 21º  | 56 | Peter Rubatto        | Bimota       | +1:41.370 | 27º     |       |
| 22º  | 66 | René Delaby          | Honda        | +1:41.900 | 24º     |       |
| 23º  | 30 | Wolfgang Möckel      | Honda        | +1:51.560 | 33º     |       |
| 24º  | 29 | Michael Rudroff      | Bimota       | +1 giro   | 28º     |       |
| 25º  | 78 | Peter Granath        | Honda        | +1 giro   | 36º     |       |

#### Ritirati
| Nº | Pilota               | Motocicletta | Giri     | Griglia |
| -- | -------------------- | ------------ | -------- | ------- |
| 34 | Jamie James          | Ducati       | +4 giri  | 4º      |
| 60 | Aldeo Presciutti     | Yamaha       | +4 giri  | 25º     |
| 7  | Terry Rymer          | Yamaha       | +19 giri | 9º      |
| 55 | Gerard Vallée        | Honda        | +9 giri  | 35º     |
| 5  | Anders Andersson     | Yamaha       | +10 giri | 20º     |
| 94 | Jean-Marc Delétang   | Suzuki       | +15 giri | 34º     |
| 51 | Christian Lavieille  | Yamaha       | +15 giri | 16º     |
| 32 | Piergiorgio Bontempi | Ducati       | +19 giri | 30º     |